# Сутковецький замок
Сутковецький замок — замок XV—XVII століть на Поділлі в Україні, розташований у селі Сутківцях Хмельницького району Хмельницької області; нині перебуває у руїнах.
Замок розташований на подовженому пологому мисі, відокремленому від височини, яку займають власне Сутківці, долиною струмка.

## З історії та опис замку в період розквіту
У середині XIV століття на замковому пагорбі існувало мисове городище, укріплене з північно-західного боку кам'яним оборонним муром. У 2-й половині XV століття на північний захід від нього було розпочато будівництво регулярного баштового замку, одного з опорних пунктів у південній оборонній лінії на шляху вторгнення у південно-руські землі татарських полчищ.

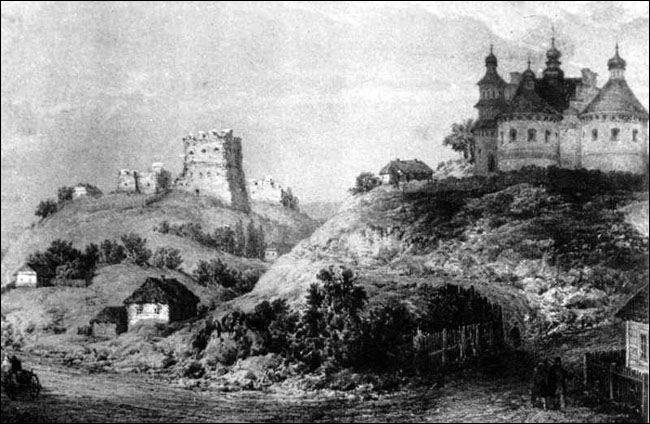
Сутківці, малюнок Наполеона Орди, на задньому тлі — замок, на передньому Покровська церква

Таким чином, стародавній мур XIV століття став основою південно-східної оборонної стіни замку. На першому етапі були зведені його північна і західна вежі. Будівництво було завершено у 3-й чверті XV століття спорудженням східної та південної веж і одночасним підвищенням висотності оборонних мурів. 
На цьому етапі Сутковецький замок являв собою прямокутне подвір'я (66 х 60 м), оточене мурами, по кутах якого стояли п'ятигранні вежі предбастіонного типу. По осі мису до північно-західного муру примикала квадратна в плані надбрамна вежа. Башти мали по 4 яруси і з'єднувалися бойовими галереями, що проходили по внутрішньому периметру оборонних мурів. З південного сходу і північного заходу були влаштовані рови завширшки близько 15 м. В'їзд до замку був з північно-західного боку. 
У 1567 році будівля замку зазнала сильного руйнування, потому під час ремонтних робіт стіни були частково знижені, деякі бійниці розтесано під вікна. 

З кінця XVII століття Сутковецький замок втратив оборонне значення.

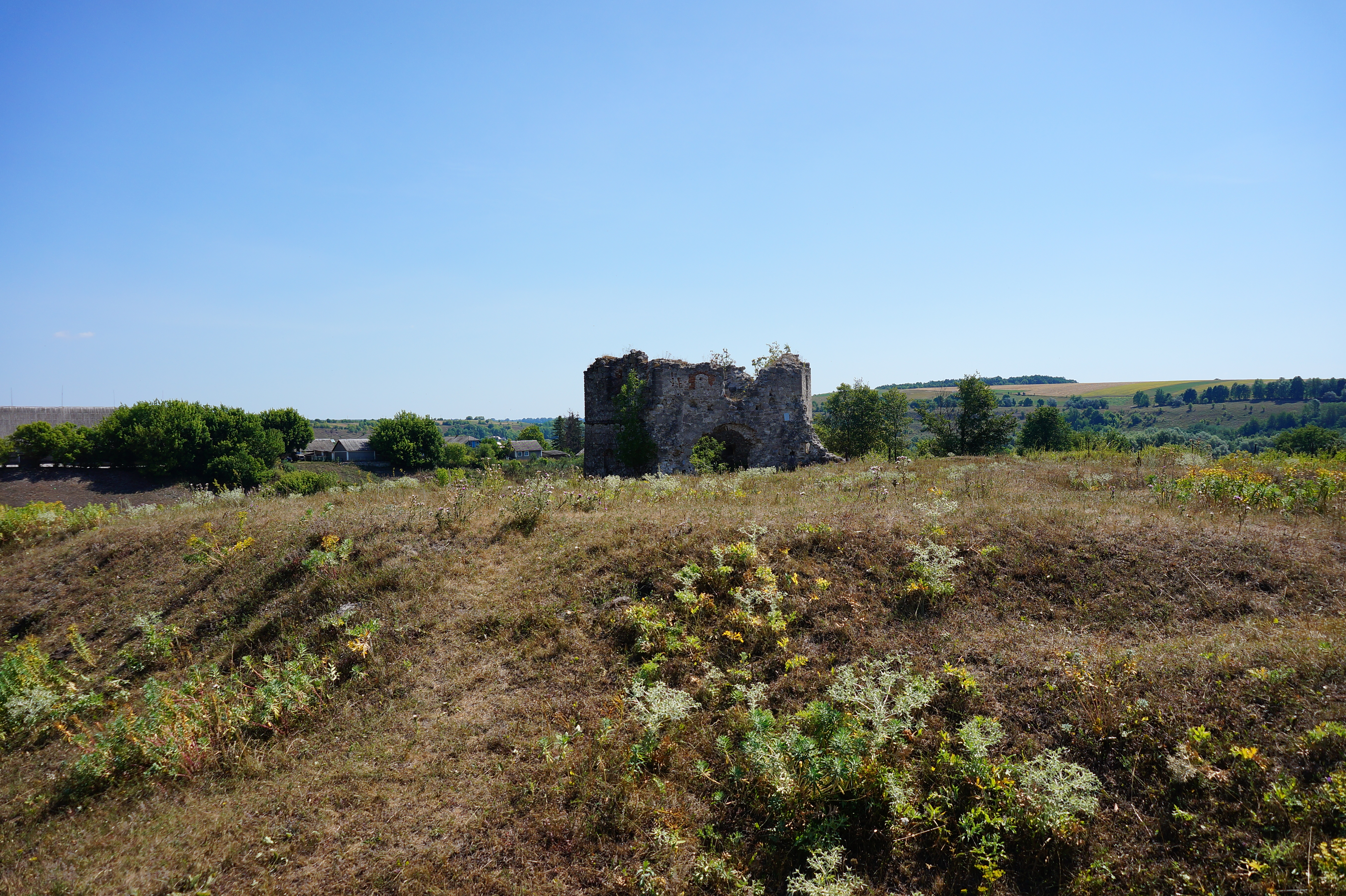
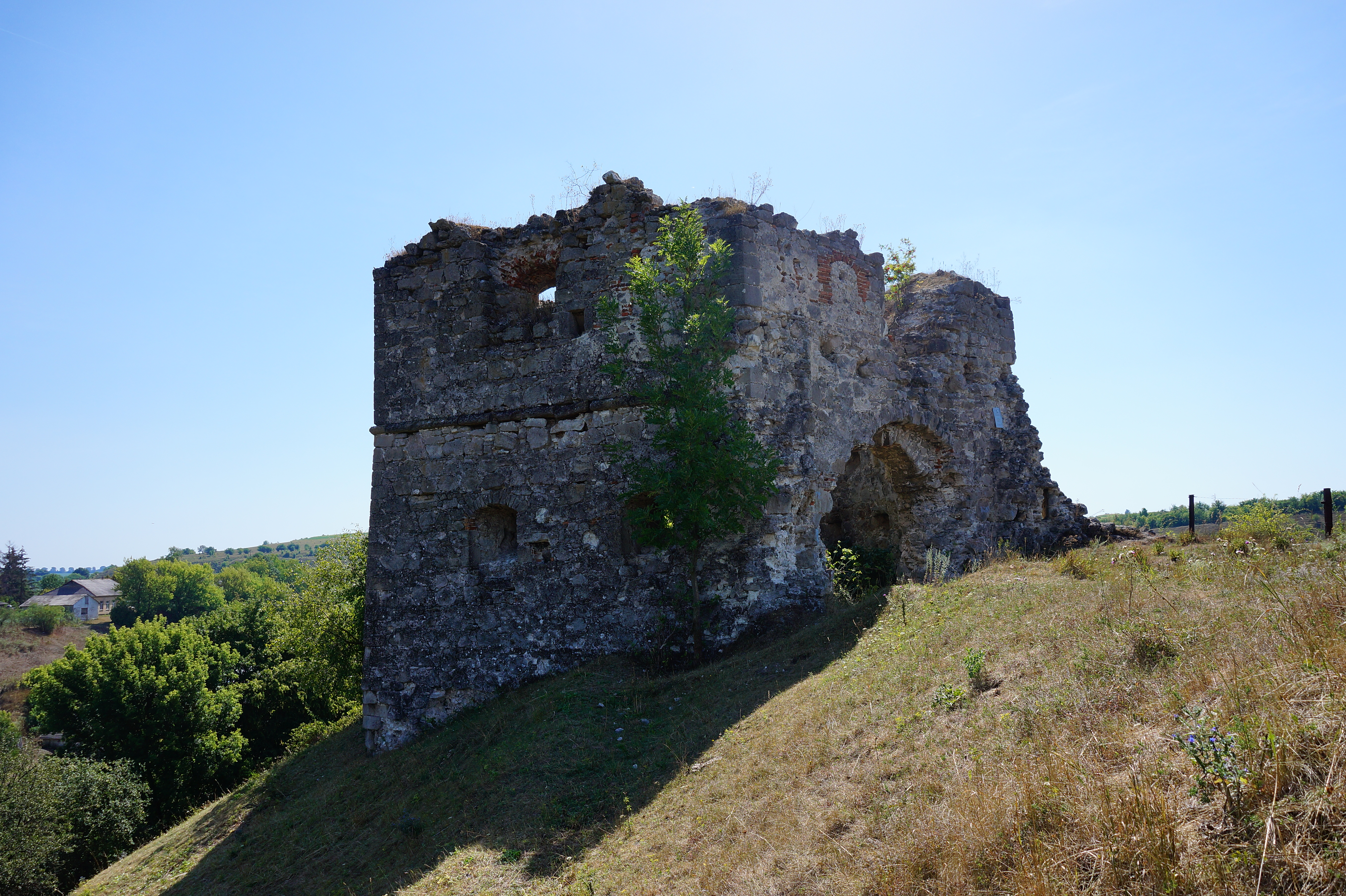
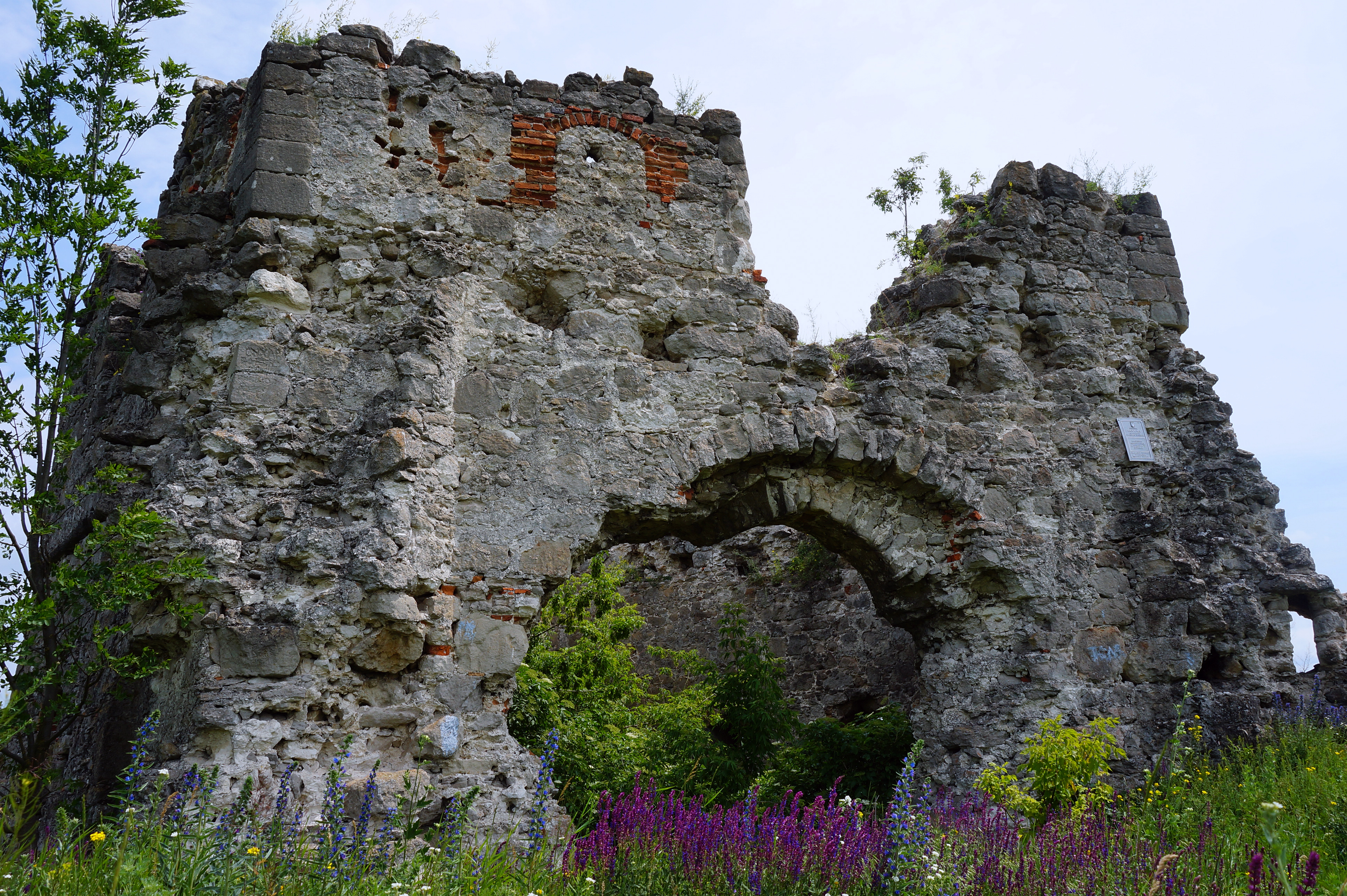
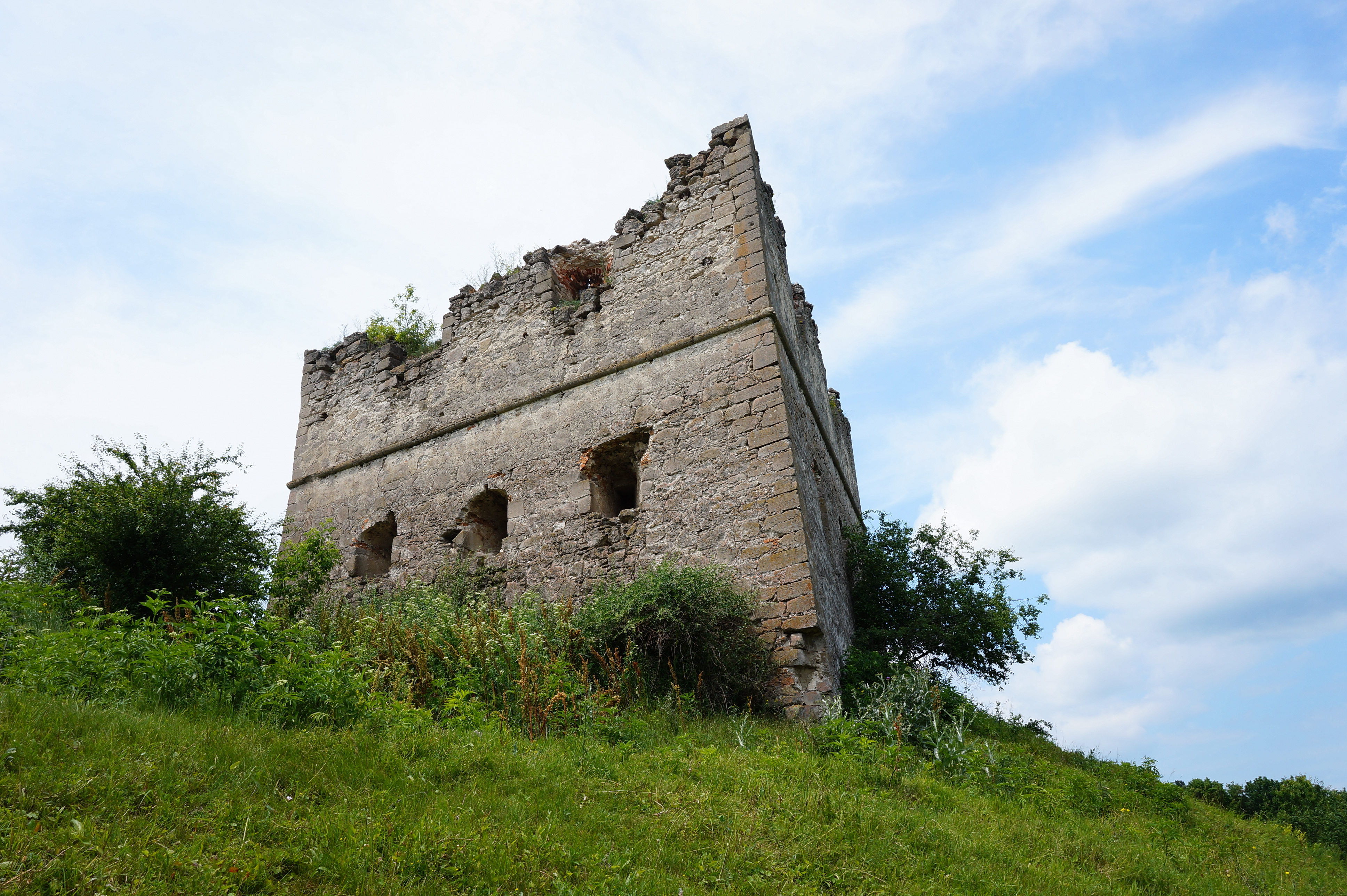
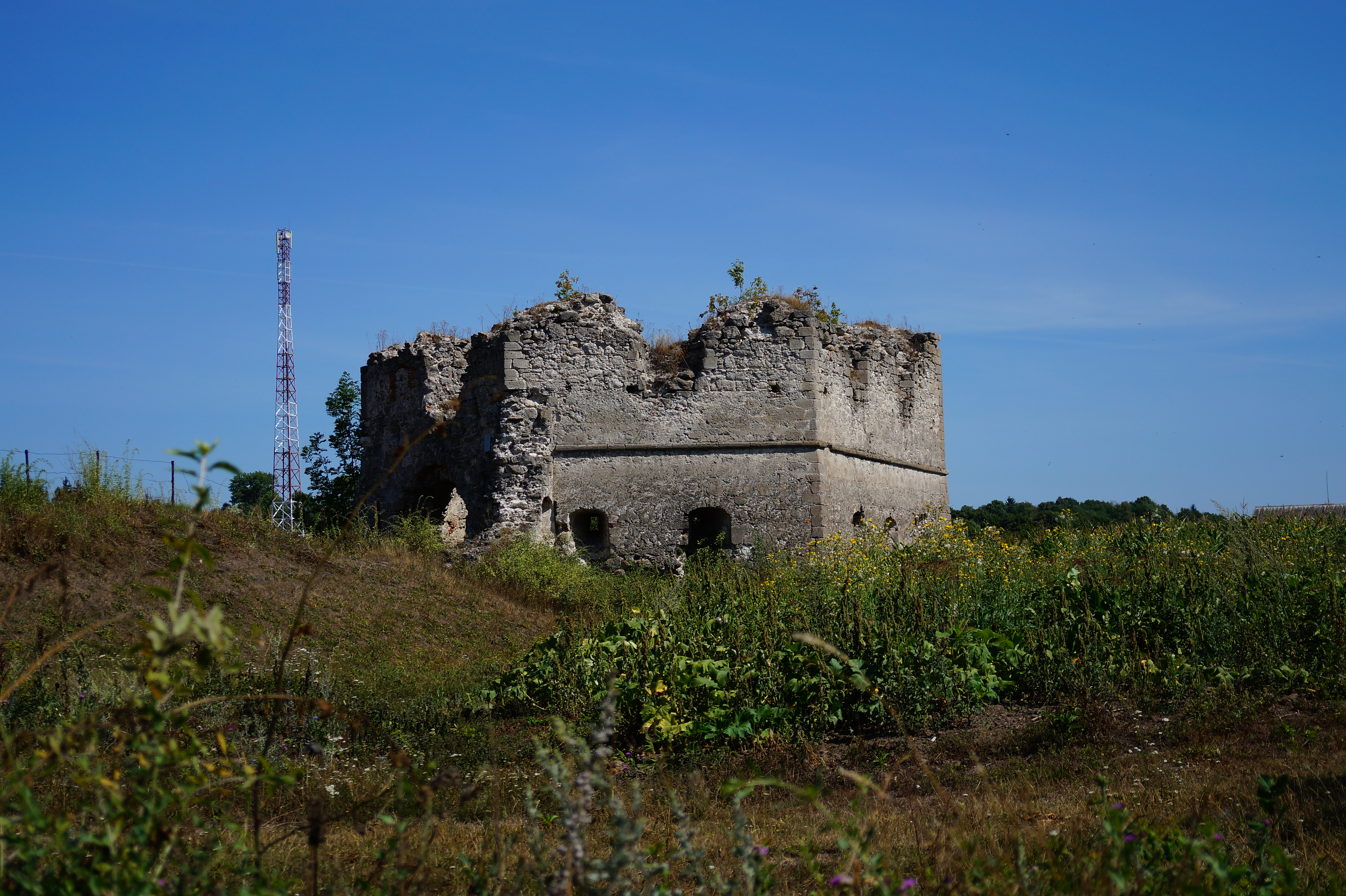

## Сучасний стан
У теперішній час територія замкового двору являє собою відносно рівний майданчик; з північного сходу і південного заходу вона обмежена природними схилами, з північного заходу і південного сходу збереглися залишки оборонних ровів. У північно-західному рові проглядаються фрагменти мостових опор. На деяких ділянках під шаром дерну можна простежити периметр мурів замку. 
З 5 веж Сутковецького замку вціліла лише східна з фрагментом прилеглого оборонного муру й частина підлогової стіни північної башти. Східна вежа — п'ятикутна в плані, меншою стороною звернена в бік замкового подвір'я. Збереглися неповних 3 яруси з 4: перший — більш ніж наполовину засипаний землею, другий — з 10 гарматними бійницями і третій — з 6 стрільницями, розтесаними під вікна. Стіни башти складені з рваного каменю-вапняку, зовнішні кути викладені з тесаних білокам'яних блоків. На фасадах між другим і третім ярусами проходить білокам'яний пояс у формі полувала. Конструкція стін — тришарова, їх товщина у нижньому ярусі сягає 3 м. 
У інтер'єрі рештків Сутковецького замку збереглися гнізда від міжповерхових перекриттів з використанням балок; у товщі стін проходять похилі канали для відведення порохових газів. До найцікавіших оборонних пристроїв вежі належить машикуля, зовнішній отвір якої закладено, а білокам'яні консольні блоки зрубані на рівні стіни. 
Сутковецький замок належить до типу ранніх регулярних замків, що збереглися у Хмельницькій області.

## Галерея

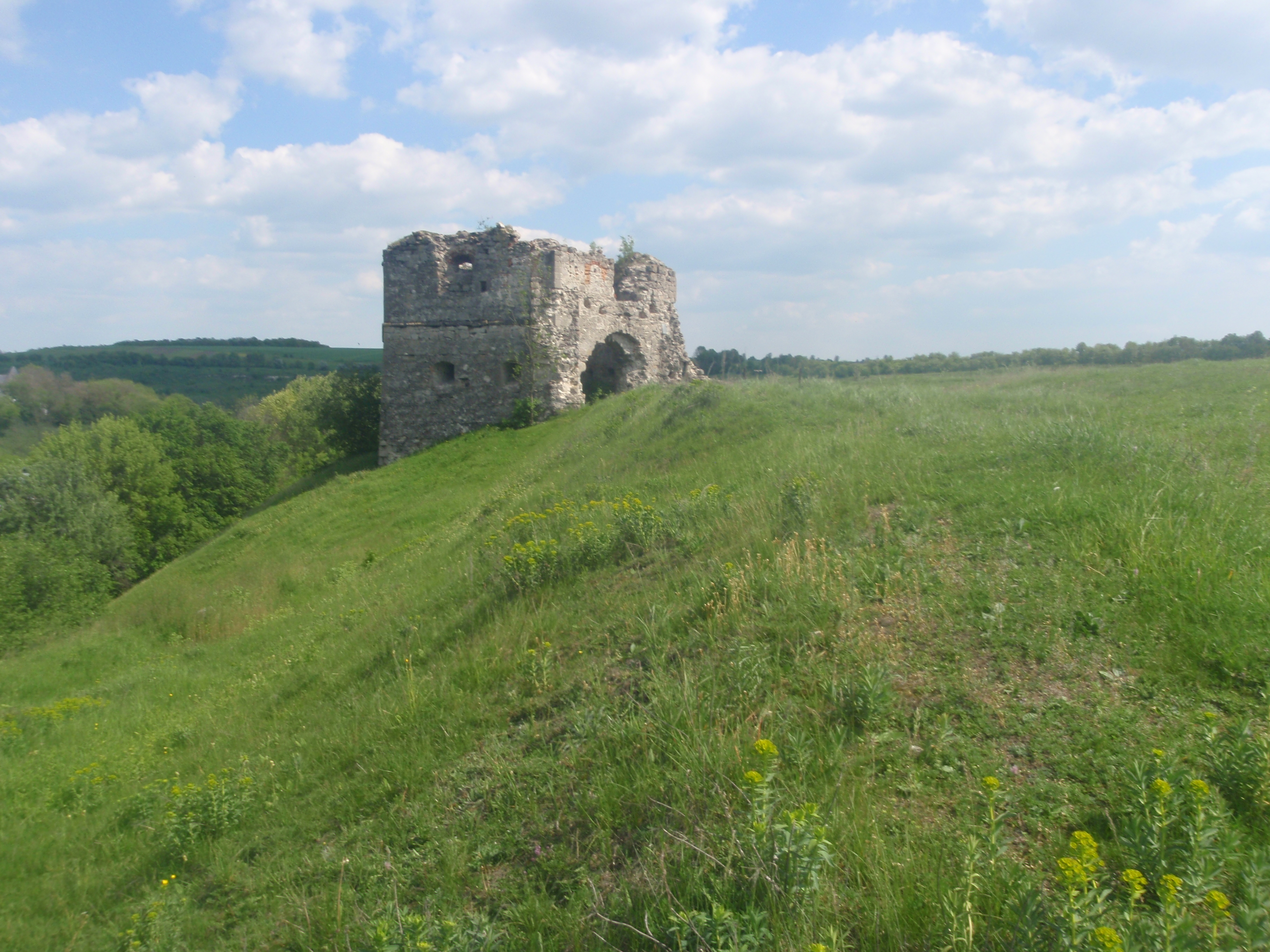
Замковий пагорб
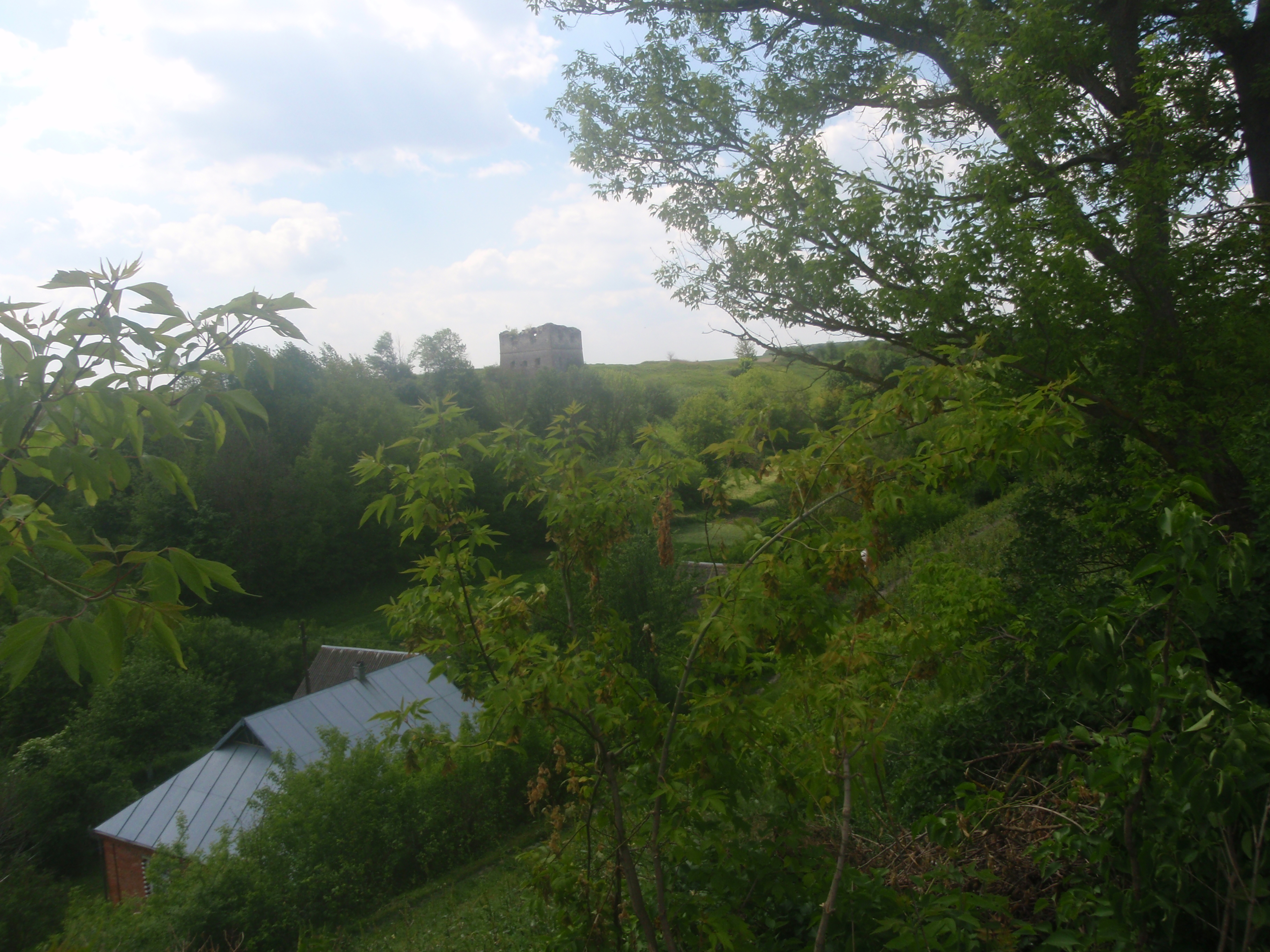
Вид з боку церкви
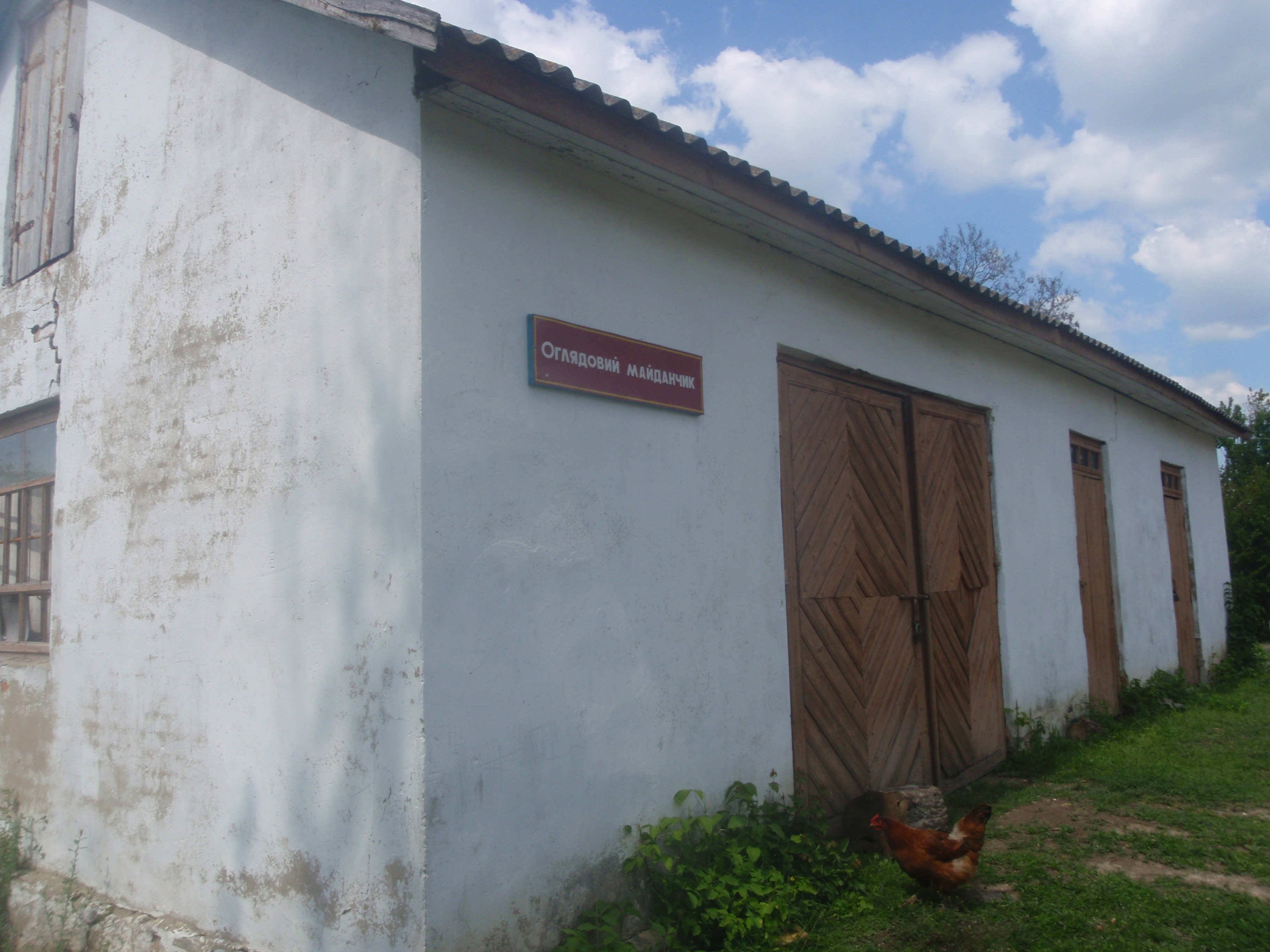
Оглядовий майданчик
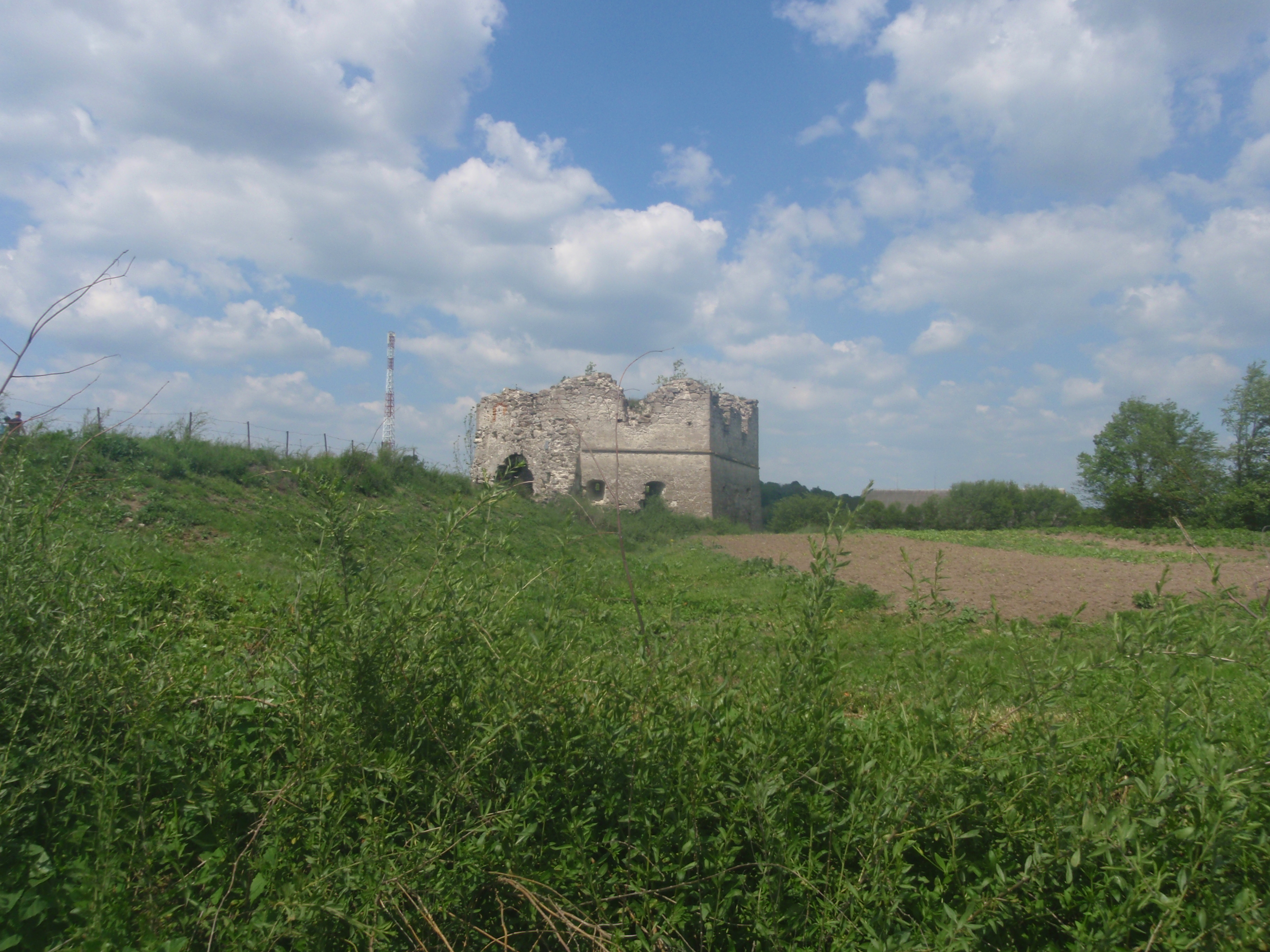
Замок (мур.)
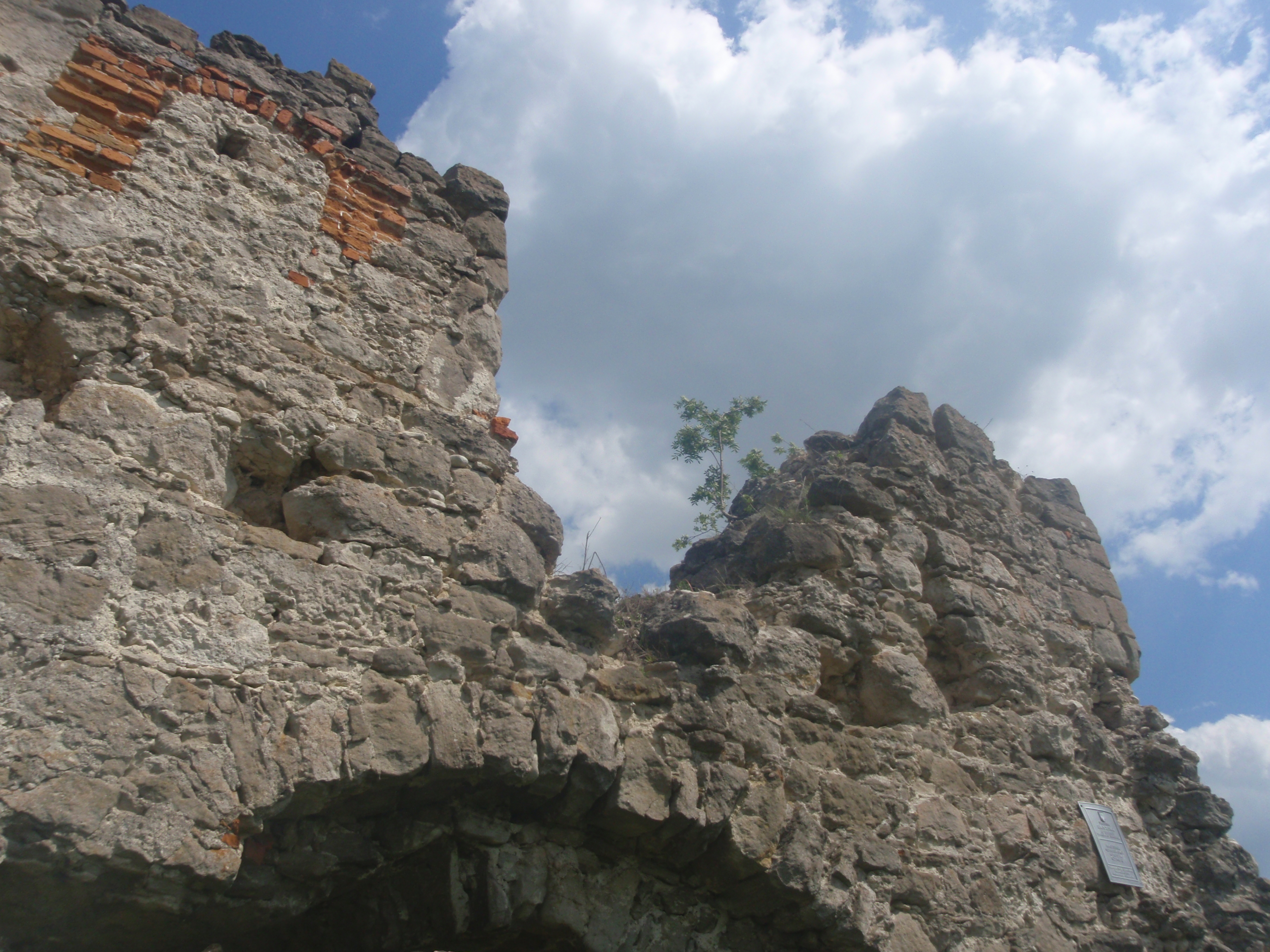
Сутковецький замок
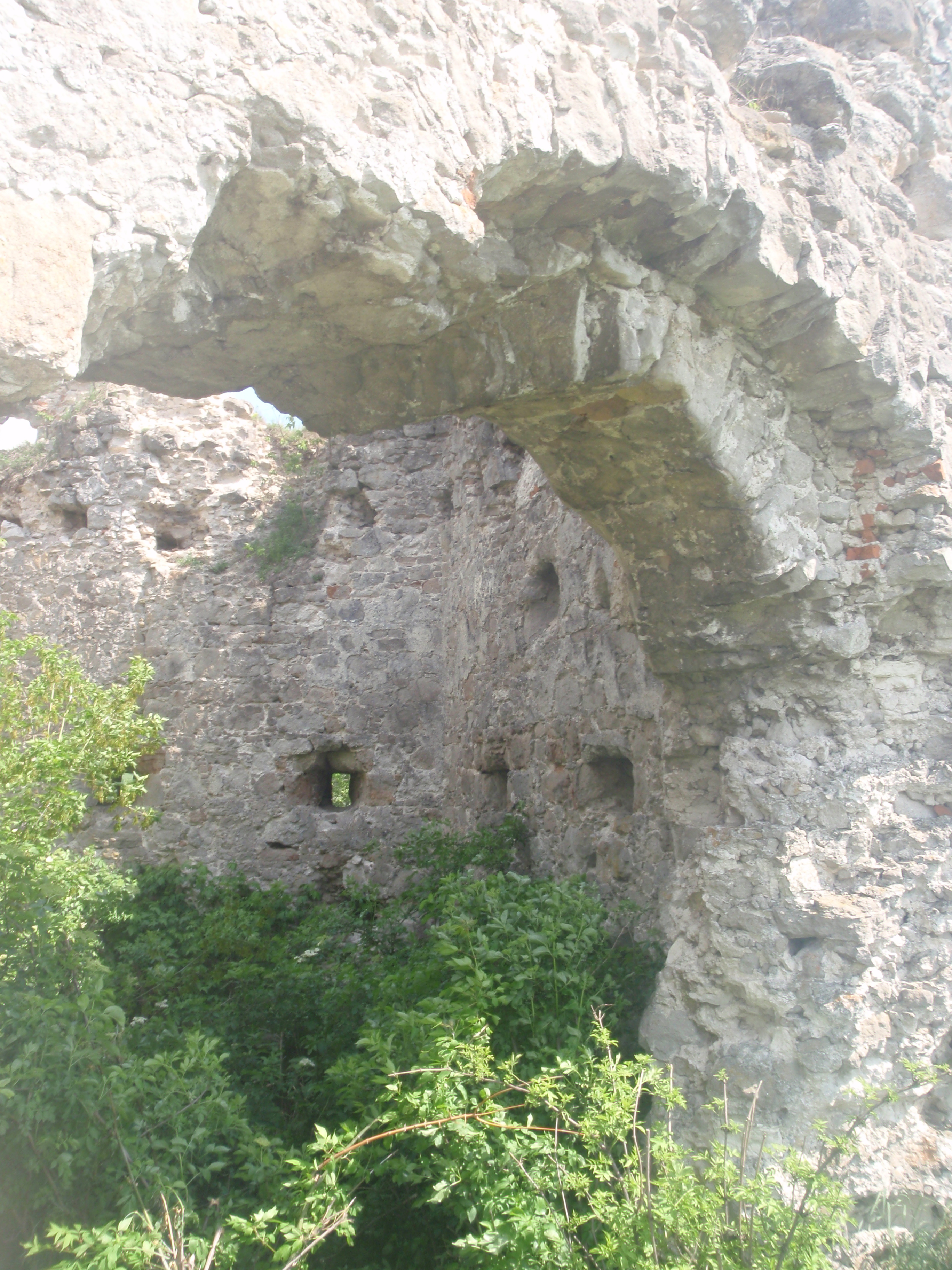
Вежа
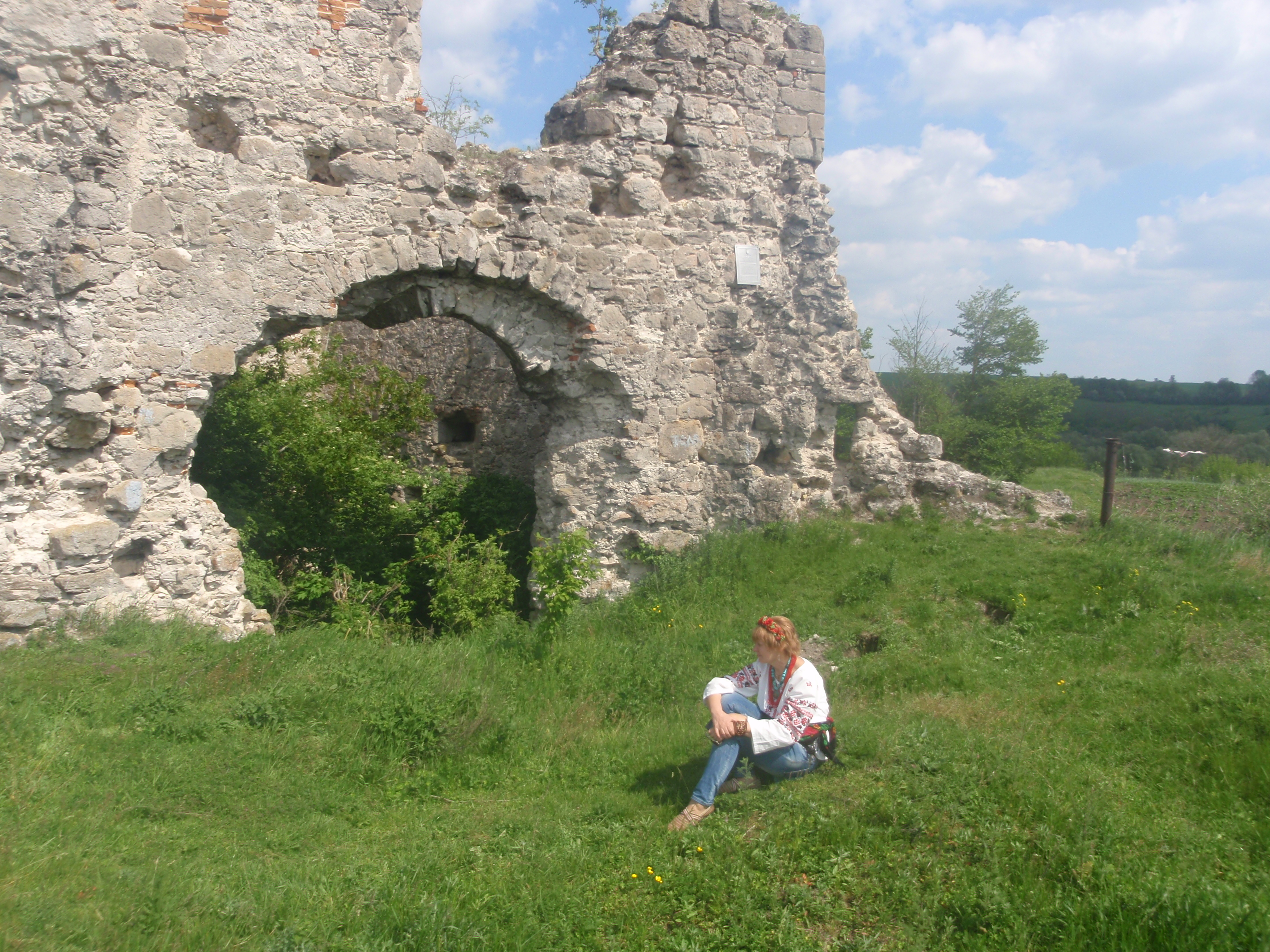
Мурі
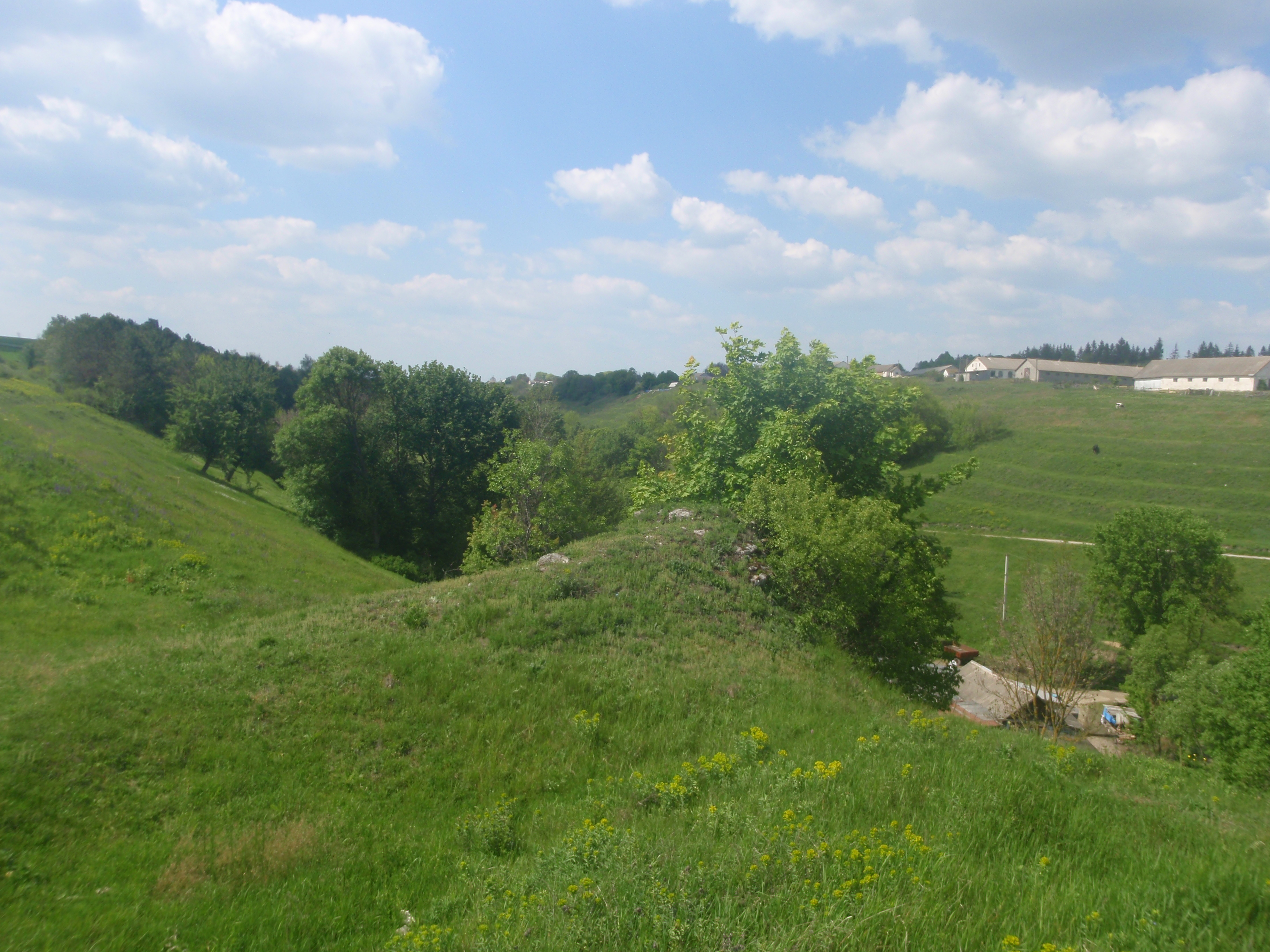
Оборонний рів
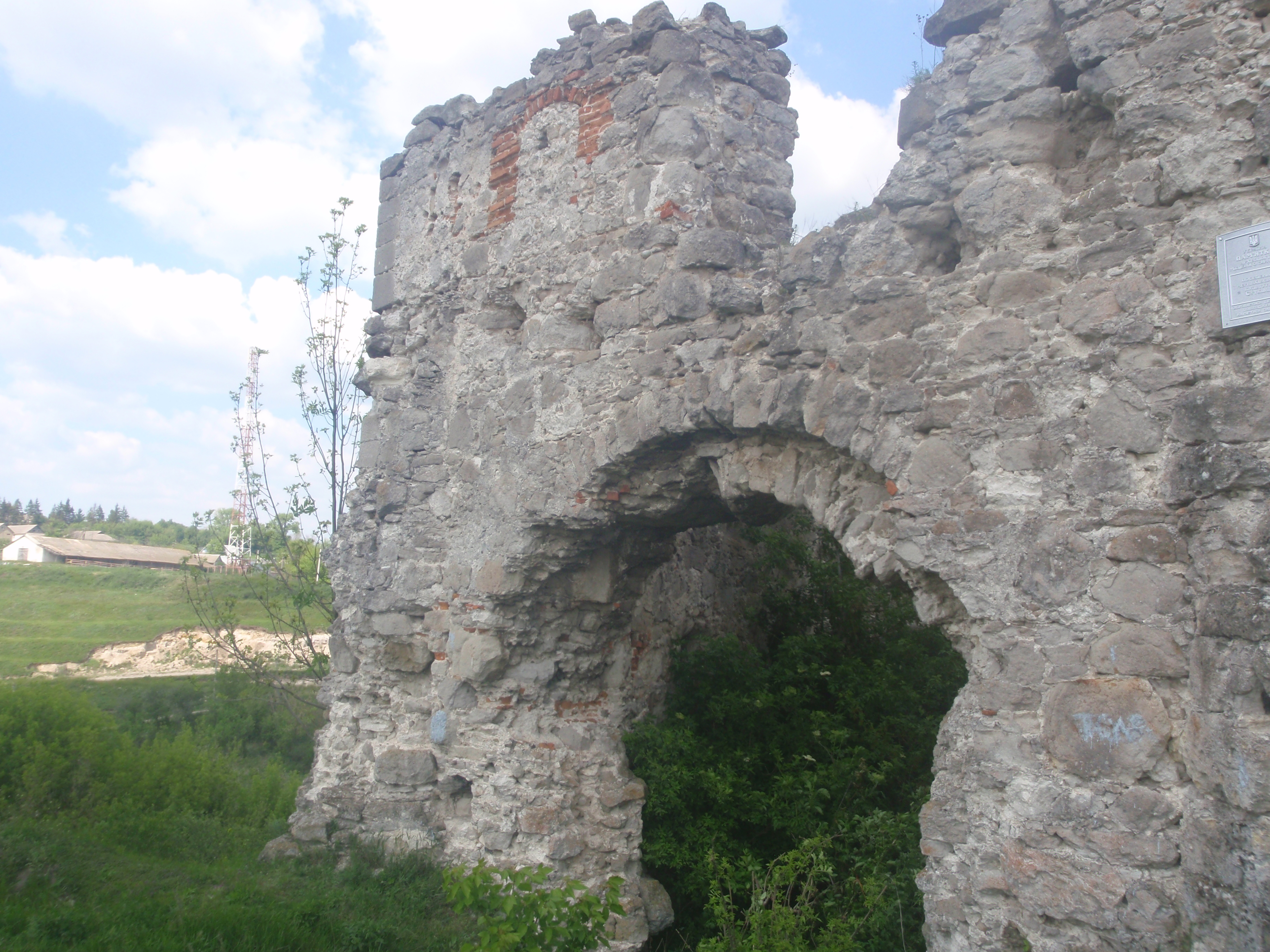
Замок в Сутківцях